# Stanislao Cannizzaro
Stanislao Cannizzaro (Palermo, 13 de julho de 1826 — Roma, 10 de maio de 1910) foi um químico italiano.
Ainda jovem participou do risorgimento, movimento literário, filosófico e político orientado para a conquista da unidade italiana. Exerceu atividade política, tendo sido nomeado senador, professor da Universidade de Gênova e lecionou, ainda, em Palermo e Roma. 
Sua grande contribuição à ciência foi o esclarecimento que forneceu à hipótese de Avogadro sobre a teoria atômica, precisando a distinção entre peso atômico e peso molecular. Conseguiu que fossem aceitas no Congresso de Karlsruhe, realizado em 1860, os conceitos e argumentos a favor da hipótese de Avogadro, contida em sua obra Sumário de um curso de filosofia química. Foi o autor da reação que leva seu nome, a reação de Cannizzaro: reação a frio à ação de soluções concentradas de hidróxidos alcalinos sobre um aldeido, com formação simultânea de um álcool e um ácido. Seus trabalhos foram reunidos sob o título de Scritti vari e lettere (Escritos diversos e cartas), em 1925.